# Lamellarea digitata
Lamellarea digitata är en kvalsterart som beskrevs av Kok 1968. Lamellarea digitata ingår i släktet Lamellarea och familjen Lamellareidae. Inga underarter finns listade i Catalogue of Life.